# Nepaloserica vignai
Nepaloserica vignai är en skalbaggsart som beskrevs av Ahrens och Guido Sabatinelli 1996. Nepaloserica vignai ingår i släktet Nepaloserica och familjen Melolonthidae. Inga underarter finns listade i Catalogue of Life.